# Grand Prix Itálie 1965
Grand Prix Itálie 1965 (oficiálně XXXVI Gran Premio d'Italia) se jela na okruhu Autodromo Nazionale Monza v Monze v Itálii dne 12. září 1965. Závod byl osmým v pořadí v sezóně 1965 šampionátu Formule 1.

## Závod
| Poř.   | No. | Jezdec             | Konstruktér    | Počet kol | Čas/Odstoupení    | Pořadí na startu | Body |
| ------ | --- | ------------------ | -------------- | --------- | ----------------- | ---------------- | ---- |
| 1      | 32  | Jackie Stewart     | BRM            | 76        | 2:04:52.8         | 3                | 9    |
| 2      | 30  | Graham Hill        | BRM            | 76        | +3.3              | 4                | 6    |
| 3      | 12  | Dan Gurney         | Brabham-Climax | 76        | +16.5             | 9                | 4    |
| 4      | 4   | Lorenzo Bandini    | Ferrari        | 76        | +1:15.9           | 5                | 3    |
| 5      | 16  | Bruce McLaren      | Cooper-Climax  | 75        | +1 kolo           | 11               | 2    |
| 6      | 40  | Richard Attwood    | Lotus-BRM      | 75        | +1 kolo           | 13               | 1    |
| 7      | 42  | Jo Bonnier         | Brabham-Climax | 74        | +2 kola           | 14               |      |
| 8      | 18  | Jochen Rindt       | Cooper-Climax  | 74        | +2 kola           | 7                |      |
| 9      | 38  | Innes Ireland      | Lotus-BRM      | 74        | +2 kola           | 18               |      |
| 10     | 24  | Jim Clark          | Lotus-Climax   | 63        | Palivové čerpadlo | 1                |      |
| 11     | 26  | Mike Spence        | Lotus-Climax   | 62        | Alternátor        | 8                |      |
| 12     | 6   | Nino Vaccarella    | Ferrari        | 58        | Motor             | 15               |      |
| 13     | 50  | Roberto Bussinello | BRM            | 58        | Tlak oleje        | 21               |      |
| 14     | 20  | Richie Ginther     | Honda          | 56        | Zapalování        | 17               |      |
| Ret    | 14  | Denny Hulme        | Brabham-Climax | 46        | Zavěšení          | 12               |      |
| Ret    | 46  | Frank Gardner      | Brabham-BRM    | 45        | Motor             | 16               |      |
| Ret    | 44  | Jo Siffert         | Brabham-BRM    | 43        | Převodovka        | 10               |      |
| Ret    | 28  | Geki               | Lotus-Climax   | 37        | Převodovka        | 20               |      |
| Ret    | 8   | John Surtees       | Ferrari        | 34        | Spojka            | 2                |      |
| Ret    | 22  | Ronnie Bucknum     | Honda          | 27        | Zapalování        | 6                |      |
| Ret    | 48  | Masten Gregory     | BRM            | 22        | Převodovka        | 23               |      |
| Ret    | 10  | Giancarlo Baghetti | Brabham-Climax | 12        | Motor             | 19               |      |
| Ret    | 52  | Giorgio Bassi      | BRM            | 8         | Motor             | 22               |      |
| Zdroj: |     |                    |                |           |                   |                  |      |

## Průběžné pořadí po závodě
Pohár jezdců
|        | Pořadí | Jezdec         | Body    |
| ------ | ------ | -------------- | ------- |
|        | 1      | Jim Clark      | 54      |
|        | 2      | Graham Hill    | 34 (38) |
|        | 3      | Jackie Stewart | 33 (34) |
|        | 4      | John Surtees   | 17      |
|        | 5      | Dan Gurney     | 13      |
| Zdroj: |        |                |         |

Pohár konstruktérů
|        | Pořadí | Konstruktér    | Body    |
| ------ | ------ | -------------- | ------- |
|        | 1      | Lotus-Climax   | 54      |
|        | 2      | BRM            | 42 (52) |
|        | 3      | Ferrari        | 24      |
|        | 4      | Brabham-Climax | 19      |
|        | 5      | Cooper-Climax  | 13      |
| Zdroj: |        |                |         |